# Naturschutzgebiet Ratmerstein
Das Naturschutzgebiet Ratmerstein mit einer Größe von 9,16 ha liegt am nördlichen Rand von Brilon. Das Gebiet wurde 2008 mit dem Landschaftsplan Briloner Hochfläche durch den Hochsauerlandkreis als Naturschutzgebiet (NSG) ausgewiesen. Es ist eines von 31 Naturschutzgebieten in Brilon, welche zur Gruppe der Kalkkuppen mit speziellen Verboten gehören. Teilflächen im Waldbereich des NSG gehören zum FFH-Gebiet Kalkkuppen bei Brilon (DE 4617-303). Südlich grenzt der Siedlungsbereich von Brilon direkt an. Westlich liegt das Landschaftsschutzgebiet Offenland am nördlichen Ortsrand Brilon und nördlich liegt erst die B 7 und dahinter das Landschaftsschutzgebiet Grünlandverbund Aa.

## Gebietsbeschreibung
Beim NSG handelt es sich um die Bergkuppe Ratmerstein und Teile der Umgebung. Das NSG beginnt direkt am Siedlungsrand von Brilon. An der Kuppe treten Felsen offen zu Tage. Am Ratmerstein erreichen die Felsen eine Höhe von zehn Metern. Ein weiteres, weniger hohes Felsband liegt im Nordosten des Waldes. Die besonnte Südseite des oberen Felsbereiches weist Fragmente eines Kalkhalbtrockenrasens auf. Neben einem Rotbuchenwald mit Edellaubhölzern wie Esche, Berg- und Spitzahorn befinden sich Grünlandbereiche im NSG. Im Nordwesten wird das Grünland durch die Bundesstraße 7 begrenzt. Die an einem schwach geneigten, nach Nordwesten exponierten Hang gelegene, von Rindern beweidete Fläche wird von einigen flach anstehenden Kalkfelsen sowie mehreren Geländekanten durchbrochen. In deren Umgebung hat sich artenreiches Magergrünland ausgebildet, vereinzelt ist es von Kalkmagerrasen-Fragmenten begleitet. Lokal stocken entlang der Parzellengrenzen sowie an den Böschungskanten im Unterhang Gebüsche. Der südliche Teilbereich wird als intensive Mähweide genutzt. Im Nordosten befindet sich eine kleine, zunehmend verbuschende Grünlandparzelle mit verfilzter Grasnarbe.
Das Biotopkataster führt zum NSG auf: „Die Fläche ist ein typisches Landschaftselement der Briloner Hochebene und wichtiger Vernetzungs- sowie Trittsteinbiotop sowie wertvoll für Gebüsch- und Heckenbrüter. Zudem bildet sie ein wertvolles Umfeld für den Ratmerstein und seine Lebensgemeinschaften. Daher sollte ein Bewirtschaftungsvertrag abgeschlossen werden, der die Sicherung und Entwicklung des Magergrünland sichert.“
Es wurde Blumen- und Krautarten wie Acker-Witwenblume, Blaugrüne Segge, Bleiche Segge, Blutwurz, Braunstieliger Streifenfarn, Breitblättriger Thymian, Dornige Hauhechel, Echter Wiesenhafer, Echtes Labkraut, Fieder-Zwenke, Frühlings-Fingerkraut, Frühlings-Segge, Fuchssches Greiskraut, Gemeine Braunelle, Gemeines Zittergras, Gewöhnliches Ferkelkraut, Gewöhnliches Sonnenröschen, Jakobs-Greiskraut, Nickendes Leimkraut, Purgier-Lein, Quirlblättrige Weißwurz, Rundblättrige Glockenblume, Ruprechtskraut, Schaf-Schwingel, Scharfer Mauerpfeffer, Skabiosen-Flockenblume, Spitzlappiger Frauenmantel, Spitzwegerich, Taubenkropf-Leimkraut, Tauben-Skabiose, Wald-Erdbeere, Waldmeister, Wald-Segge, Wald-Veilchen, Wiesen-Bärenklau, Wiesen-Kerbel und Zerbrechlicher Blasenfarn nachgewiesen.

## Schutzzweck
Im NSG soll das Grünland und die Waldbereiche geschützt werden. Wie bei allen Naturschutzgebieten in Deutschland wurde in der Schutzausweisung darauf hingewiesen, dass das Gebiet „wegen der Seltenheit, besonderen Eigenart und Schönheit des Gebietes“ zum Naturschutzgebiet wurde. Der Landschaftsplan führt zum Schutzzweck auf: „Erhaltung und Optimierung eines artenreichen Biotopmosaiks aus überwiegend extensiv genutztem Magergrünland und einem Kalkbuchenwald als Lebensräume von tlw. seltenen und gefährdeten Tier- und Pflanzenarten sowie als wichtige Teilfläche im regionalen Verbund ähnlicher Biotopstrukturen; Sicherung der überkommenen Grünlandnutzung durch Vertragsangebote zur Erhaltung und Aufwertung dieses Biotopmosaiks; Bewahrung eines für das Briloner Kalkplateau typischen Landschaftsausschnitts, der sowohl von der randlichen Umgehungsstraße aus vielfach wahrgenommen wird als auch fußläufig erschlossen und erlebbar ist; Sicherung der Kohärenz und Umsetzung des europäischen Schutzgebietssystems ‚Natura 2000‘.“

## Verbote
Zu den normalen Verboten in Naturschutzgebieten kommen beim NSG Ratmerstein wie bei den anderen 30 Kalkkuppen zusätzliche Verbote hinzu. Es ist verboten, die Briloner Kalkkuppen zu düngen, zu walzen und zu schleppen. Es dürfen nicht mehr als zwei Großvieheinheiten pro Hektar gleichzeitig weiden. Ferner darf erst ab dem 1. Juli eines Jahres gemäht werden.